# Cremastus dorcaschemae
Cremastus dorcaschemae är en stekelart som beskrevs av Joseph Augustine Cushman 1920. Cremastus dorcaschemae ingår i släktet Cremastus och familjen brokparasitsteklar. Inga underarter finns listade i Catalogue of Life.